# Абдрахманов, Барей Абдрахманович
Баре́й Абдрахма́нович Абдрахма́нов (баш. Барый Абдрахман улы Абдрахманов; 28 декабря 1916, дер. Татлы, Оренбургская губерния — 1 апреля 1996) — советский государственный и партийный деятель. Депутат Верховного Совета СССР 6-го созыва, секретарь Президиума Верховного Совета Башкирской АССР (1967—1978), делегат XXII съезда КПСС.

## Биография
Барей Абдрахманович Абдрахманов родился 28 декабря 1916 года в деревне Татлы в семье российского солдата Абдрахмана Ахметовича Ахметова, участника русско-японской и первой мировой войн, пропавшего без вести на фронтах гражданской войны.
Окончив в 1938 году Серменевское педагогическое училище, работал учителем (1938—1939), затем — первым секретарём Белорецкого райкома ВЛКСМ (1939—1941).
С началом Великой Отечественной войны, с 27 июня 1941 года, служил в Красной армии. В 1942 году окончил ускоренный курс Челябинского танкового училища, по 1943 год — командир танка 12 гвардейского отдельного танкового полка прорыва Северо-Западного фронта. С 1943 по декабрь 1944 года — командир танкового взвода 58 отдельного гвардейского танкового полка прорыва Первого Украинского фронта. С декабря 1944 по июль 1946 года командир танковой роты 7 отдельного бронетанкового полка Забайкальского фронта. Демобилизован 30 июня 1946 года в звании майора.
Окончив областную партийную школу при Башкирском обкоме КПСС (1949, Уфа), в 1950—1954 годы был первым секретарём Салаватского райкома КПСС в селе Малояз. По окончании Высшей партийной школы при ЦК КПСС (1957, Москва) возглавлял Чекмагушевский райком КПСС (1957—1962). В 1962—1967 годы — секретарь парткома Уфимского производственного колхозно-совхозного управления, включавшего 7 сельскохозяйственных районов РБ и первый секретарь Уфимского райкома КПСС.
В 1967—1977 годы — секретарь Президиума Верховного Совета Башкирской АССР.
Избирался делегатом XXII съезда КПСС (1961), депутатом Верховного Совета РБ 5, 7, 8, 9 созывов (1959—1975 — от Менделеевского избирательного округа № 45, Советский район г. Уфы). Депутат Совета Национальностей Верховного совета СССР 6 созыва (1962—1967, от Башкирской АССР).
Выйдя на пенсию в 1977 году (персональный пенсионер союзного значения), был председателем президиума Башкирского республиканского Совета ВДПО (1978—1985).
Умер 1 апреля 1996 года.

## Награды
- Орден Красной Звезды (1944)
- Орден Трудового Красного Знамени (1966)
- Орден «Знак Почёта»
- Орден Отечественной войны 1-й степени (23.12.1985)[4]
- девять медалей.

## Комментарии
1. ↑  Деревня Татлы[1], относившаяся к Верхнеуральскому уезду, позднее — к Белорецкому району, вошла в состав города Межгорье[2].